# Свято-Миколаївська церква (Бобринець)
Свя́то-Микола́ївська це́рква — православний храм в місті Бобринці на Кіровоградщині, пам'ятка архітектури XIX століття.

## Історія
Дерев'яна Миколаївська церква на місті сучасної кам'яної була зведена і освячена в 1792 році за благословення вікарного єпископа Іова. Раніше на цьому місці функціонувала Миколаївська православна каплиця. Дерев'яна церква проіснувала до 1840 року.
Кам'яна Свято-Миколаївська церква була збудована в 1853 році за типовим проектом в стилі пізнього класицизму. Будівництво церкви велося на кошти княгині Дмитрянської. Храм був тринавним і однокупольний з вівтарем, виділеним напівкруглою апсидою на східному фасаді.
1861 року у приміщенні Свято-Миколаївської церкви було зачитано Маніфест про звільнення селян від кріпацтва. На той час храм залишався єдиним інформаційним осередком для мешканців містечка, де вони могли довідатися про події в імперії.
У 1863 році до храму було прибудовано бокові вівтарі та чотириярусну дзвіницю з шатровим завершенням, прикрашену кокошниками. Це наблизило споруду до неоруського стилю, характерного для значної частини єпархій Російської імперії.
В XIX столітті церква переживала період розквіту, мала понад 110 десятин землі.
В роки Громадянської війни Миколаївський храм дуже постраждав. Лише завдяки зусиллям церковного старости отця Василія вдалося зберегти старовинні іконостаси, хрест Спасителя та хоругви. Переховуючи церковні атрибути вдома та у родичів, отець Василій склав заповіт, в якому благав не нищити церкву, а після його смерті передати святі речі Одеській патріархії.
З 1930-х років церкву стали відбудовувати як складське приміщення для потреб колгоспу. Після Другої світової війни почалась її реставрація.

## Опис
В плані церква має вигляд хреста і розділена на три частини: бабинець, середину і вівтар. Вівтарна частина відділена іконами-перегородкою. Особливої просторової глибини інтер'єру храму надає розпис купола, де зображений Бог-Отець з маленьким Ісусом на колінах. Світло, що ллється з восьми вікон барабану, створює ілюзію сяйва.

## Відомі прихожани
- 15 травня 1875 року в Бобринці в будинку настоятеля Миколаївського собору архієпископ Херсонський і Одеський Леонтій зустрівся з героєм війни 1812 року та Кримської кампанії графом Дмитром Остен-Сакеном. За документальними даними, саме в Бобринці графа було охрещено. У знак вдячності він пожертвував церкві значні кошти для придбання церковного приладдя та грецьких ікон XVI-XVII століть.

- Марко Кропивницький та Іван Карпенко-Карий співали в церковному хорі та брали участь у всіх богослужіннях храму.